# Bérard Ier de Vayres
Pour les articles homonymes, voir Bérard.
Pour les autres membres de la famille, voir Maison d'Albret.
Bérard Ier de Vayres, ou Bérard d'Albret, né avant 1305 et mort entre le 2 septembre et le 20 octobre 1346, est un seigneur gascon de la famille d'Albret, fondateur de la branche cadette des Albret de Vayres.
Fils d'Amanieu VII d'Albret et de Rose de Bourg, il hérite de sa mère les seigneuries de Vayres, de Marcamps et de Vertheuil. Il acquiert en plus les seigneuries de Gironde, de Rions, de Puynormand, de Cubzac, de Blasimon, de Sauveterre, de Sémignan, de Tiran et de Bussac en Cernès.
Il est un vassal fidèle des rois d'Angleterre et ducs d'Aquitaine Édouard II et Édouard III, qu'il sert pendant la guerre de Saint-Sardos et les débuts de la guerre de Cent Ans, contre les rois de France.

## Biographie

### Famille
Bérard est le cinquième fils d'Amanieu VII d'Albret et de son épouse Rose de Bourg, qui ont au moins onze enfants. Cité pour la première fois dans le codicille du testament de sa mère le 25 mars 1307, il est né avant 1305, puisque son père l'émancipe le 8 janvier 1319, alors qu'il a au moins 14 ans.
Ses frères aînés sont Amanieu (1288/1292-1309/1310), Bernard Ezi V d'Albret, seigneur d'Albret, Arnaud Amanieu (avant 1298-1309), trésorier de l'église de Wells et archidiacre de Huntingdon et Guitard (1307/1308-1338), vicomte de Tartas.
Ses sœurs sont Jeanne (av. 1298-av. 1307), Mathe d'Albret, Jeanne (née av. 1306) qui épouse en 1320 Renaud IV de Pons seigneur de Ribérac, Thomase (1300/1305-1334/1341), qui épouse en 1319 Guilllaume Maingot seigneur de Surgères, Assaride (née 1303/1307), qui épouse en 1323 Raimond vicomte de Fronsac et Marquèse (née 1308/1309-av.1319).
Bérard reçoit d'abord des bénéfices ecclésiastiques, puis, pour ne pas perdre l'hypothèque qu'il avait sur la seigneurie de Gironde, son père Amanieu VII l'émancipe et le marie le 2 février 1319 à Guiraude de Gironde, troisième des filles d'Arnaud de Gironde. Ce mariage est l'étape finale de la politique d'acquisition de la seigneurie de Gironde menée par Amanieu VII, qui a déjà marié son fils aîné, Bernard Ezi V d'Albret, à la première héritière de cette seigneurie, Isabelle de Gironde. Après la mort de celle-ci et celle de la seconde fille, Indie, Guiraude se retrouve être l'héritière de la seigneurie de Gironde et ce mariage assure la captation de cette seigneurie par les Albret.

### Seigneur de Vayres, de Vertheuil et de Rions
En 1324, lors de la guerre de Saint-Sardos, Bérard rompt avec son père et prend Vayres et d'autres terres des Albret en Bordelais. Amanieu VII le déshérite dans son testament du 11 juillet 1324, parce que Bérard a refusé de le suivre dans son engagement aux côtés du roi de France Charles IV le Bel et a choisi le camp anglais,.

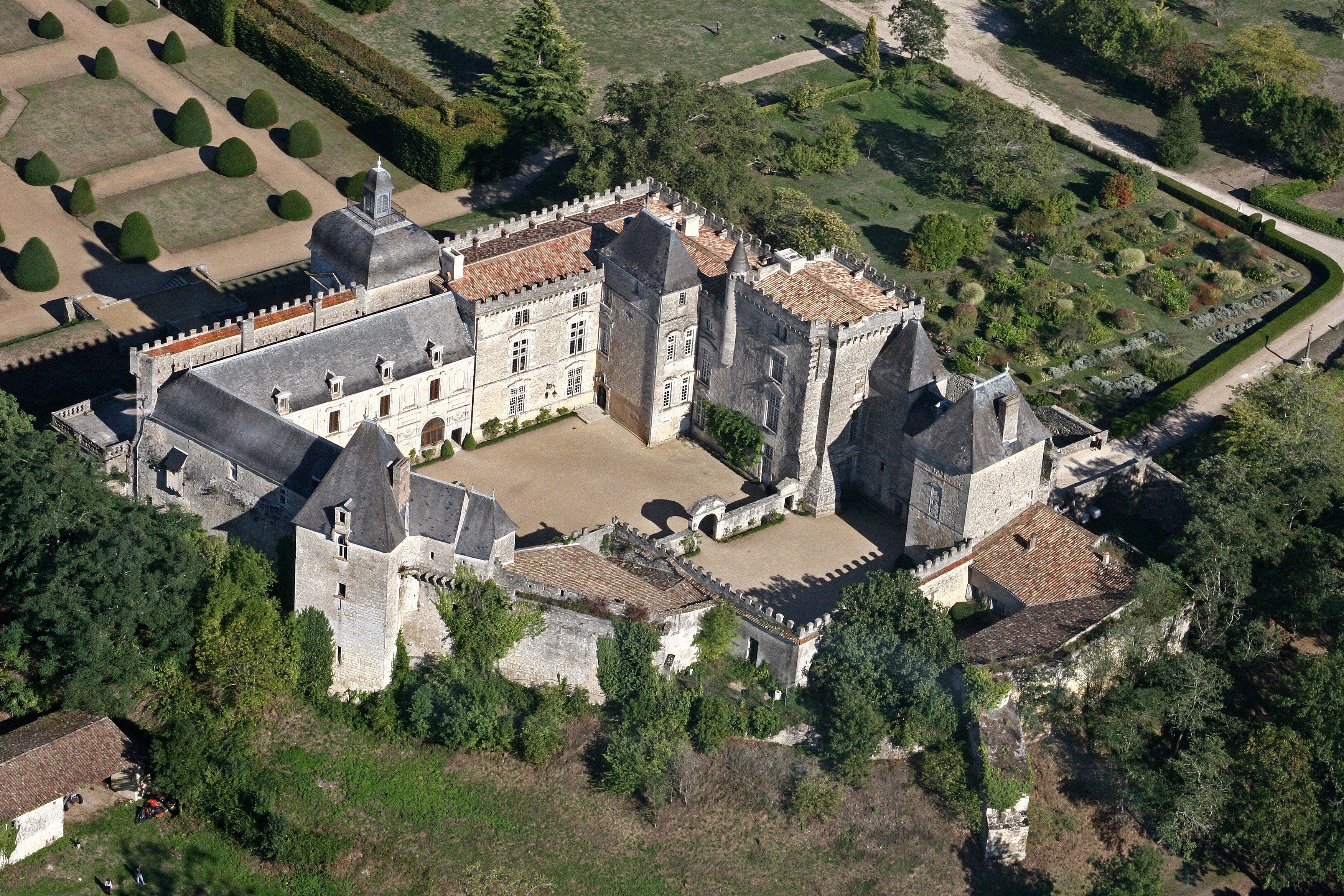
Château de Vayres.

Ce choix de Bérard s'explique par des raisons géopolitiques : depuis le 5 mars 1324 sa mère, Rose de Bourg, dame de Vayres et de Vertheuil, l'a instauré son héritier universel. Pour conserver les seigneuries qu'il hérite, proches de Bordeaux, Bérard doit obéir à son seigneur, le roi d'Angleterre et duc d'Aquitaine Édouard II,,. Le 6 juin 1326, modifiant son testament précédent, Rose de Bourg laisse Vayres et Marcamps à Bérard, tandis qu'un autre de ses fils, Guitard, doit recevoir Vertheuil. En fait, dès 1324, en plus de Vayres et de Marcamps, Bérard s'empare aussi de la seigneurie de Gironde, et, peu après 1326, de celle de Vertheuil.
La seigneurie de Vayres est l'une des plus importantes de Bérard. Située sur la rive gauche de la Dordogne, face à celle de Fronsac, elle a, comme beaucoup d'autres, des dépendances dans les paroisses voisines. Bérard Ier fait effectuer d'importants travaux dans son château, substituant la pierre à la terre et au bois et donnant à la forteresses ses contours actuels, même si le château est ensuite fortement remanié à l'époque moderne,.

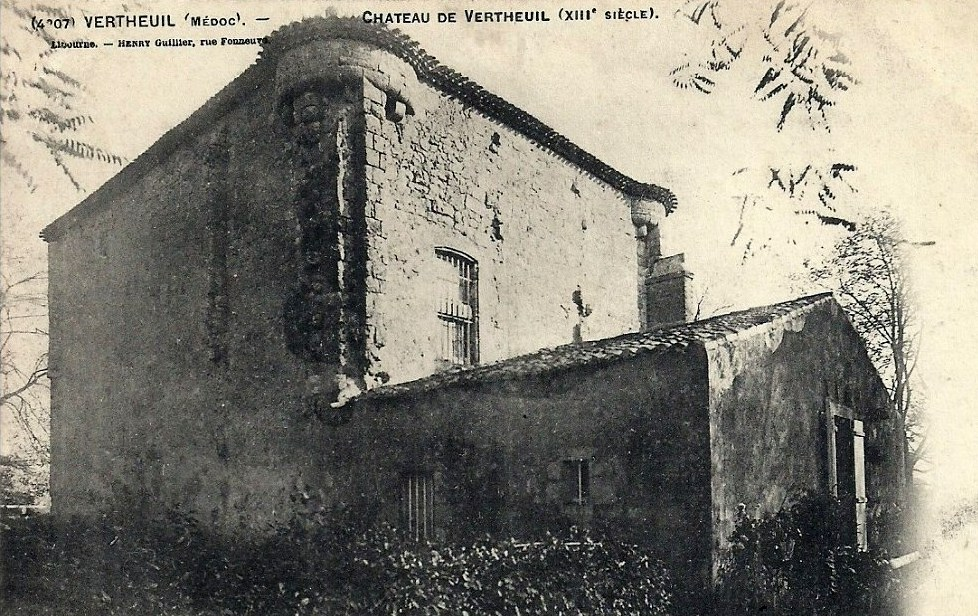
Château de Vertheuil. Carte postale du début du XXe siècle.

La seigneurie de Vertheuil n'est pas très étendue mais donne autorité sur un certain nombre de dépendances dans le Médoc. Bérard fait réaménager son château en faisant ajouter des échauguettes au donjon et en renforçant l'enceinte.
En octobre ou novembre 1324, Bérard va jusqu'à proposer à Édouard II d'enlever son propre père Amanieu VII, avec l'aide de ses frères, en échange de la garantie qu'ils conservent leur héritage. En 1325, il apparaît comme un des plus importants soutiens gascons d'Édouard II et, à sa demande, passe en Angleterre au mois de juin. Il y reste jusqu'en février 1327. Ensuite, il revient en Gascogne, chargé de rallier plus de seigneurs gascons à la cause anglaise, notamment ses frères Bernard Ezi V d'Albret (devenu seigneur d'Albret après la mort d'Amanieu VII) et Guitard.

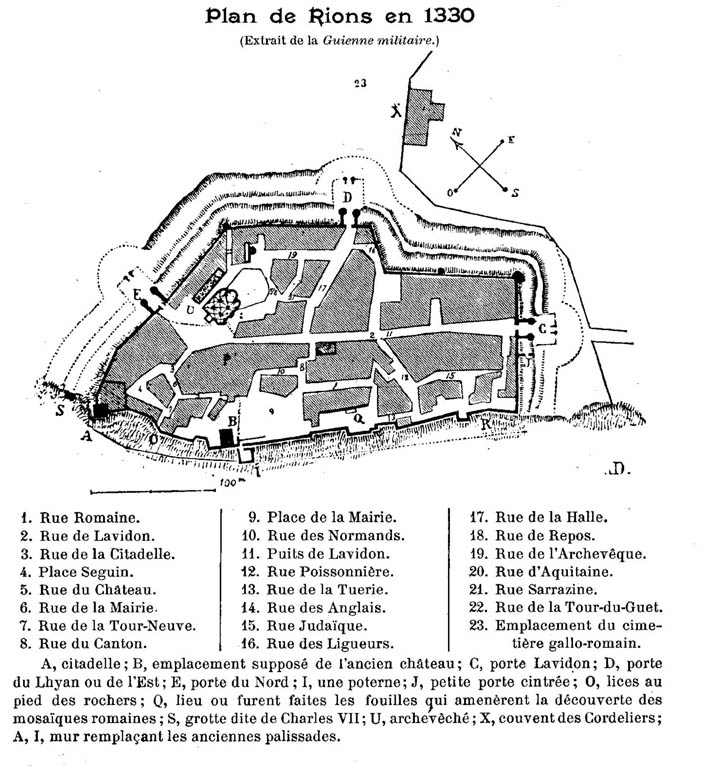
Plan de Rions en 1330, dessin de Léo Drouyn, 1860.

Bérard Ier de Vayres ajoute à ses seigneuries celles de Rions. L'acquisition de cette seigneurie est directement liée aux nécessités de la guerre. Le seigneur de Rions, Guillaume Seguin, sans descendance, est devenu aveugle et ne peut plus assurer la défense de son château. Il faut pour cela un homme jeune et en pleine possession de ses moyens. Le 22 avril 1327, Guillaume Seguin donne en fief à Bérard Ier de Vayres la seigneurie de Rions et les droits qu'il possède dans les paroisses avoisinantes. Les deux hommes sont cousins germains, la mère de Guillaume, Mathe d'Albret, étant la sœur du père de Bérard, Amanieu VII, ce qui justifie la donation. Guillaume Seguin conserve en viager l'usufruit des revenus de la seigneurie et Bérard règle ses dettes. Après le décès de Guillaume Seguin, Bérard entre effectivement en jouissance de ces revenus.
La seigneurie de Rions, dont les revenus sont importants, s'étend, au-delà de Rions même, sur les paroisses environnantes. La ville de Rions est alors protégée au sud-ouest par un abrupt rocheux et sur les autres côtés par un système de fortifications.

### Vassal fidèle et récompensé

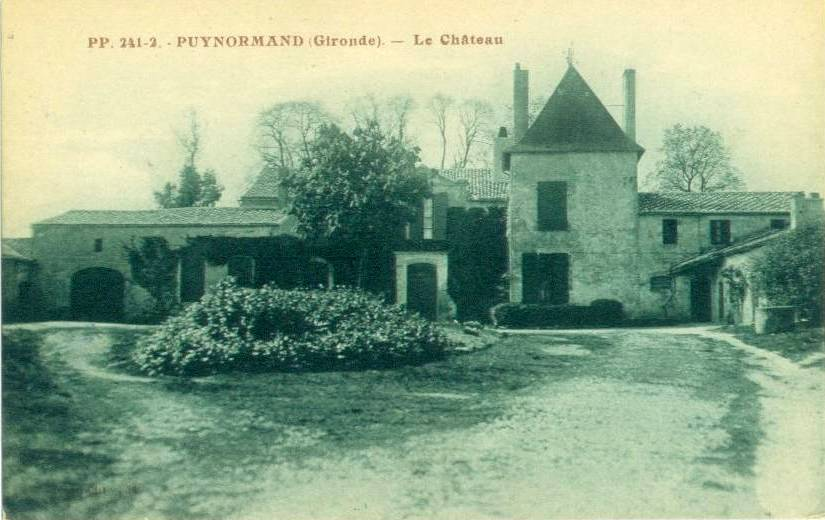
Cour intérieure du château de Puynormand, carte postale du début du XXe siècle.

À partir de 1327, Bérard reçoit de fréquentes gratifications de la part du nouveau roi d'Angleterre et duc d'Aquitaine Édouard III, en numéraire mais aussi en terres, comme la seigneurie de Puynormand, qui appartenait en propre au roi-duc. Ce dernier lui confie la garde de ce château en 1327, lui donne en 1330 une partie des revenus de cette seigneurie puis l'ensemble de cette seigneurie à titre viager en 1334.
Bérard Ier de Vayres convient le 10 décembre 1333 le futur mariage de son second fils, Amanieu, avec Mabille, fille unique et héritière de Bernard IV d'Escossan seigneur de Langoiran et de Miramonde Cailhau, dame de Podensac. Ce mariage, finalement célébré le 11 août 1345, permet aux Albret descendants de Bérard Ier d'acquérir les seigneuries de Langoiran et de Podensac et de constituer, avec la seigneurie de Rions, voisine, un ensemble compact sur la Garonne bordelaise.
À l'été 1334, Édouard III l'envoie comme ambassadeur en Castille, avec son frère Guitard, pour négocier, sans succès, un mariage entre Isabelle, fille d'Édouard III et Pierre, fils du roi de Castille Alphonse XI.
Bérard conclut ensuite en 1336 le futur mariage de son fils aîné Bérard II de Vayres avec Brunissende de Grailly fille de Pierre II de Grailly vicomte de Benauges et de Castillon. Les deux pères sont alors totalement engagés dans le camp anglais.
Le 20 mars 1337, Édouard III nomme Bérard capitaine de Blaye,, place forte importante à partir de laquelle on peut contrôler le cours de la Gironde. Toutefois, les discussions de Bérard avec le sénéchal de Gascogne Oliver Ingham montrent que les fortifications y sont en mauvais état. De fait, les armées du roi de France prennent Bourg et Blaye en 1339. Bérard est fait prisonnier le 20 avril 1339.

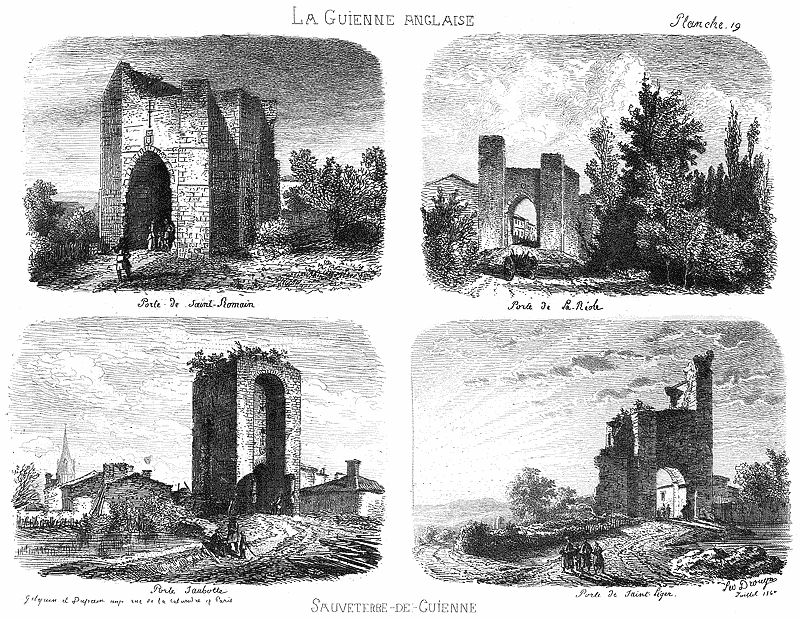
Portes de Sauveterre-de-Guyenne, dessin de Léo Drouyn, 1860.

Enfermé au Temple à Paris, Bérard est libéré contre la promesse de payer une rançon. Après sa libération, il revient en Gascogne dès mars 1341 puis repart en Angleterre. Il va prêter hommage au roi Édouard III. Ce dernier, qui lui doit des arriérés de gages et de rentes, lui fait encore des donations importantes : le 15 mai 1341, il lui cède à titre perpétuel la seigneurie de Puynormand et la bastide de Villefranche-de-Lonchat, qu'il avait déjà à titre viager. Et le 1er juin 1341, il y ajoute les seigneuries de Blasimon, de Sauveterre et de Cubzac, château puissant. Bérard devient ainsi un des premiers seigneurs hauts justiciers du Bordelais.
Dès le 10 août 1341, Bérard prend officiellement possession de Puynormand et de Villefranche-de-Lonchat. Cette double seigneurie forme le plus vaste territoire qu'il possède, large de 27 km d'ouest en est sur environ 10 à 12 km du nord au sud et s'étendant sur 22 paroisses. Elle est alors dominée par un château situé à Puynormand, qui a disparu.
La seigneurie de Blasimon, sur la rivière Gamage, semble assez petite, s'étendant seulement sur une partie de la paroisse de Blasimon et sur la paroisse voisine de Toudenac. Le bourg  et le château sont construits sur un promontoire qui domine la rivière et un de ses affluents. La seigneurie de Sauveterre est beaucoup plus étendue. En plus de la bastide de Sauveterre, elle comprend différentes paroisses à proximité.
Quand Bérard reçoit d'Édouard III la seigneurie de Cubzac, il y possède déjà quelques biens dépendants de ses seigneuries de Vayres et de Vertheuil, notamment à Marcamps. Néanmoins, le don d'Édouard III est important : au-delà de Saint-André-de-Cubzac et de son port sur la Dordogne, le Cubzagais s'étend sur une quinzaine de paroisses s'allongeant sur une vingtaine de km vers le nord. Le château de Cubzac est alors une puissante forteresse, réaménagée au XIIIe siècle.

### Dernières acquisitions, dernière expédition

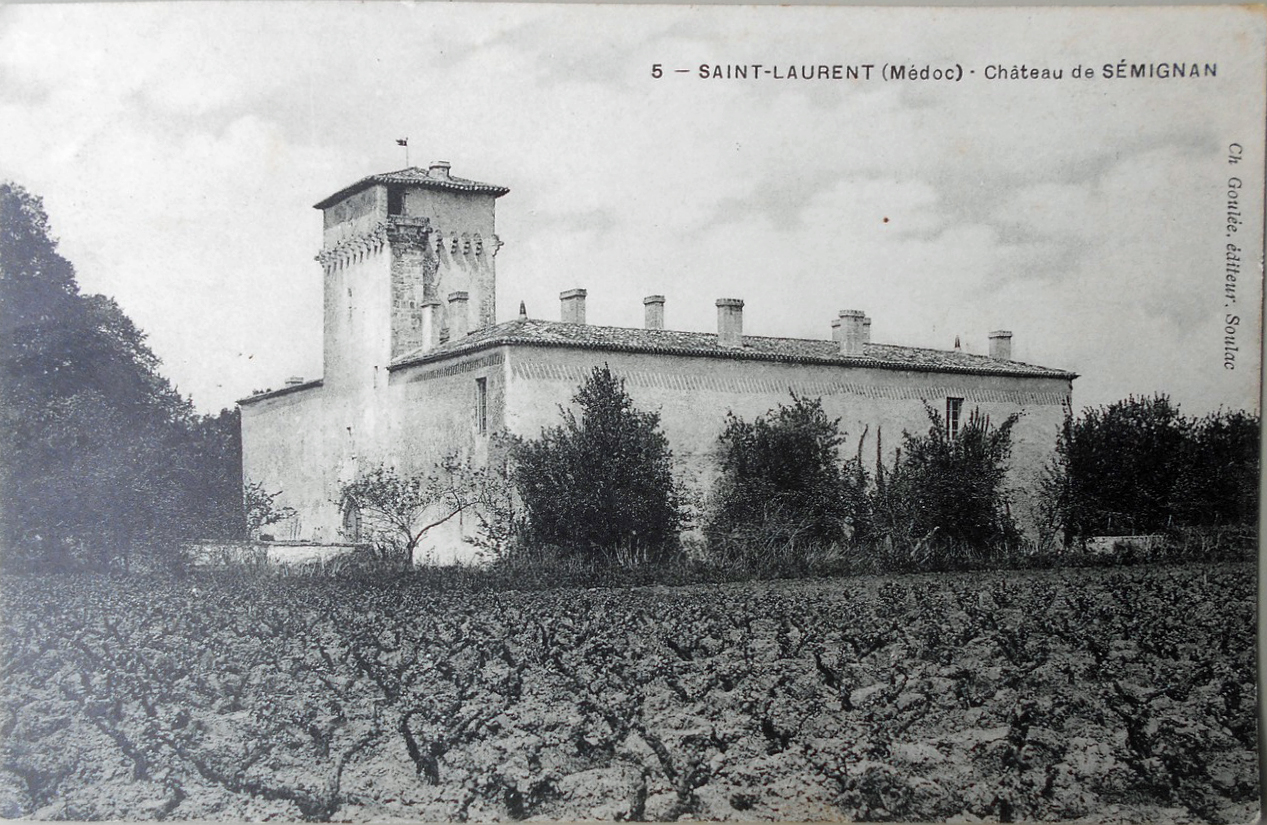
Château de Sémignan, commune de Saint-Laurent-Médoc, carte postale du début du XXe siècle.

De 1344 à 1346, Bérard Ier de Vayres conduit l'acquisition de la seigneurie de Sémignan. Cette seigneurie est mouvante de Vertheuil. Le seigneur de Sémignan, Gassion de La Marque, est donc le vassal de Bérard. Le 8 février 1344, Gassion de La Marque, endetté et sans enfant, vend à Bérard la seigneurie de Sémignan, en en conservant l'usufruit, avec sa femme Jeanne de Caupenne. Après la mort de ces derniers, les Albret récupèrent Sémignan. À l'époque de Bérard, aucune source ne mentionne le château lui-même de Sémignan, mais il y a tout lieu de croire qu'il existe déjà, même s'il n'en reste que des parties insignifiantes.

Campagne des troupes du roi d'Angleterre en Bordelais et Périgord en 1345.

Cette même Jeanne de Caupenne possède des droits sur les seigneuries de Tiran et de Bussac en Cernès, dans la paroisse de Saint-Médard-en-Jalles, hérités de son grand-père maternel, Gombaud de Tiran. Par son testament du 11 décembre 1345, elle cède ces deux seigneuries à Bérard Ier de Vayres, à qui elle doit beaucoup. Ce dernier meurt avant d'avoir pu faire valoir ses droits sur ces seigneuries, mais son fils Bérard II les récupère plus tard.
Bérard participe très probablement à la prise de Bergerac le 24 août 1345 par l'armée du roi d'Angleterre, conduite par Henri de Grosmont, puisque ce dernier nomme les deux frères Bernard Ezi V d'Albret et Bérard capitaines de Bergerac le 11 septembre 1345,,. Cette ville avait été revendiquée par leur sœur Mathe d'Albret, avant qu'elle cède ses droits à Édouard III.
En septembre 1346, Henri de Grosmont conduit une expédition armée vers Saint-Jean-d'Angély. Bérard n'y participe pas, restant à La Réole. Son état de santé ne lui permet plus de faire la guerre.

### Mort et succession
Bérard Ier de Vayres établit son testament le 9 janvier 1346, rectifié par un codicille le 2 septembre. Il est alors criblé de dettes, pour un montant total supérieur à 2 500 livres. Il partage son héritage entre quatre fils et trois filles. Dans le testament, il donne à son fils aîné, Bérard II, les seigneuries de Vayres, Puynormand, Marcamps, Cubzac et Sauveterre, tandis que le second, Amanieu, reçoit le lieu de Blasimon et le troisième, Arnaud, la seigneurie de Gironde, plus éventuellement Vertheuil pour Amanieu et Sémignan pour Arnaud. Le dernier fils, Bernard Ez, reçoit une rente et doit entrer dans l'ordre de l'Hôpital. Ensuite, le codicille change ces dispositions : Amanieu reçoit Cubzac et Marcamps, Arnaud doit avoir Vertheuil et Sémignan, tandis que Bernardet a la terre de Blasimon.
Dans son testament, Bérard Ier de Vayres fait des legs aux franciscains, comme beaucoup de membres de sa famille. Il meurt entre le 2 septembre et le 20 octobre 1346, âgé de 41 à 48 ans.
Bérard Ier de Vayres et Guiraude de Gironde ont huit enfants, cinq garçons et trois filles :
- Bérard II, seigneur de Vayres[8] Rions et Puynormand[40], qui épouse le 14 août 1345 Brunissende de Grailly fille de Pierre II de Grailly vicomte de Benauges et de Castillon[41], mort en 1374 sans descendance, âgé au plus de 55 ans[8] ;
- Amanieu, seigneur de Vertheuil et de Sémignan[8], qui épouse le 11 août 1345 Mabille, fille unique et héritière de Bernard IV d'Escossan seigneur de Langoiran et de Miramonde Cailhau, dame de Podensac, et devient ainsi seigneur de Langoiran et de Podensac[22], fondateur de la branche des Albret de Langoiran, mort en 1363 âgé d'environ 40 ans[8] ;
- Arnaud, seigneur de Cubzac[8] et de Marcamps[40], époux de Marguerite de Lescun, teste le 12 septembre 1362, mort à environ 35 ou 40 ans[8] ;
- Bernadet, cité en 1346[8] ;
- Renaud, cité en 1342[8] ;
- Rose, aînée des filles en 1346, épouse de Bertrand Jourdain, seigneur de Launac[42] ;
- Talèse, seconde fille en 1346, épouse le 15 mars 1363 Barthélemy de Piis, seigneur de Calignac[42] ;
- Marguerite, dernière des filles en 1346, épouse avant le 8 octobre 1365 Raimond de Montaut, seigneur de Mussidan[42].